# Pontus (mitologie)
Pontus este personificarea mării, fiul Geeei și al lui Aether. Cu Geea, Pontus a avut cinci copii: pe Nereus, Thaumas, Phorcys, Ceto și Euribia.